# Unitat d'execució

Exemple d'unitat d'execució : com utilitzen quatre enfocaments diferents les ranures d'execució d'unitats funcionals d'un processador superescalar.

En enginyeria informàtica, una unitat d'execució (unitat E o UE) és una part de la unitat central de processament (CPU) o unitat de processament gràfic (GPU) que realitza les operacions i els càlculs enviats des de la unitat d'instrucció. Pot tenir la seva pròpia unitat de seqüència de control interna (que no s'ha de confondre amb la unitat de control principal de la CPU), alguns registres i altres unitats internes com ara una unitat aritmètica lògica, una unitat de generació d'adreces, una unitat de coma flotant, una unitat d'emmagatzematge de càrrega, unitat d'execució de branca o alguns components més petits i específics.

Unitat d'execució per a un multiplicador

És habitual que les CPU modernes tinguin múltiples unitats funcionals paral·leles dins de les seves unitats d'execució, que es coneix com a disseny superescalar. La disposició més senzilla és utilitzar una única unitat de gestor de bus per gestionar la interfície de memòria i les altres per fer càlculs. A més, les unitats d'execució de les CPU modernes solen estar canalitzades.